# قلعة عبد الله (أصفهان)
قلعة عبد الله هي قرية في مقاطعة أصفهان، إيران. عدد سكان هذه القرية هو 188 في سنة 2006.